# Niżniebakanskaja
Niżniebakanskaja (ros. Нижнебака́нская) – stanica w Rosji, w Kraju Krasnodarskim. Dawna stolica Greckiego Rejonu Narodowego.
Współcześnie Grecy stanowią mniejszość mieszkańców. W 2002 stanowili 2,1% populacji. Liczniejszymi grupami byli Rosjanie (50,9%), Turcy (28%), Tatarzy (7,1%) i Azerowie (2,3%).